# Kole (Indonesië)
Kole is een bestuurslaag in het regentschap Bima van de provincie West-Nusa Tenggara, Indonesië. Kole telt 1735 inwoners (volkstelling 2010).